# Phorbas acanthochela
Phorbas acanthochela är en svampdjursart som först beskrevs av Koltun 1964.  Phorbas acanthochela ingår i släktet Phorbas och familjen Hymedesmiidae. Inga underarter finns listade i Catalogue of Life.